# Sauk and Fox
Sauk and Fox (Sac and Fox, Sac & Fox), uobičajeni naziv za dva indijanska plemena porodice Algonquian, Sac ili Sauk i Fox ili Mesquakie. Danas su organizirani u nekoliko plemena u Oklahomi i još nekim državama pod imenom Sac and Fox Nation of Missouri in Kansas and Nebraska i Sac and Fox Tribe of the Mississippi in Iowa. U Iowi im je sjediše u gradu Tama, a u Kansasu u Reserve.
Poznatiji pripadnik bio je Jim Thorpe.